# Феліпе Авенатті
Феліпе Авенатті (ісп. Felipe Avenatti; нар. 26 квітня 1993, Монтевідео) — уругвайський футболіст, нападник клубу «Пеньяроль».
Виступав, зокрема, за клуби «Тернана» та «Болонья», а також молодіжну збірну Уругваю.

## Клубна кар'єра
Народився 26 квітня 1993 року в місті Монтевідео. Вихованець футбольної школи клубу «Рівер Плейт» (Монтевідео). Дорослу футбольну кар'єру розпочав 2011 року в основній команді того ж клубу, в якій провів два сезони, взявши участь у 34 матчах чемпіонату.
Своєю грою за цю команду привернув увагу представників тренерського штабу клубу «Тернана», до складу якого приєднався 2013 року. Відіграв за тернійську команду наступні чотири сезони своєї ігрової кар'єри. Більшість часу, проведеного у складі «Тернани», був основним гравцем атакувальної ланки команди.
2017 року уклав контракт з клубом «Болонья», у складі якого провів наступний рік своєї кар'єри гравця.
До складу клубу «Кортрейк» приєднався 2018 року на правах оренди. Станом на 31 травня 2019 року відіграв за команду з Кортрейка 29 матчів в національному чемпіонаті.
Влітку 2019 року Феліпе приєднався до клубу «Стандард» (Льєж). На початку 2021 року, на правах оренди перейшов до команди «Антверпен». 2 липня того ж року також на правах оренди перейшов до клубу «Юніон Сент-Жилуаз». 16 січня 2022, Авенатті на правах оренди перейшов до клубу «Беєрсхот-Вілрейк».
19 серпня 2022 року, Феліпе підписав дворічну угоду з «Кортрейком».
З 2024 року нападник захищає кольори клубу «Пеньяроль».

## Виступи за збірні
Протягом 2012–2014 років залучався до складу молодіжної збірної Уругваю. На молодіжному рівні зіграв у 7 офіційних матчах, забив 1 гол.